# Iosif Boroș
Iosif Boroș, född 19 mars 1959 i Săcele, är en rumänsk handbollsspelare.
Boroș tog OS-brons i herrarnas turnering i samband med de olympiska handbollstävlingarna 1980 i Moskva.
Han tog OS-brons i herrarnas turnering i samband med de olympiska handbollstävlingarna 1984 i Los Angeles.